# 山形治江
山形 治江（やまがた はるえ、1959年 - ）は、日本のギリシャ悲劇研究者、翻訳家。日本大学教授。群馬県生まれ。1982年津田塾大学英文科卒業。ロータリー財団奨学生として英国ケント大学に留学。1991年早稲田大学大学院西洋演劇学科博士課程満期修了。ギリシャ政府給費留学。2003年度湯浅芳子賞受賞。2011年度AICT演劇評論家協会賞受賞。日本大学生産工学部教授。蜷川幸雄の上演テクストを翻訳している。

## 著書
- ギリシャ悲劇 古代と現代のはざまで（朝日選書 1993年）
- ギリシャ劇大全（論創社 2010年）

### 翻訳
- 『エレクトラ』（ソフォクレス 劇書房 2003年）
- 『オイディプス王』（ソフォクレス 劇書房 2004年）
- 『メディア』（エウリピデス れんが書房新社 2005年）
- 『オレステス』（エウリピデス れんが書房新社 2006年）
- 『トロイアの女たち』（エウリピデス 論創社 2012年）

## 注
1. ↑  『現代日本人名録』2002年
2. ↑  『ギリシャ劇大全』著者紹介